# Юго-Западный фронт (Первая мировая война)

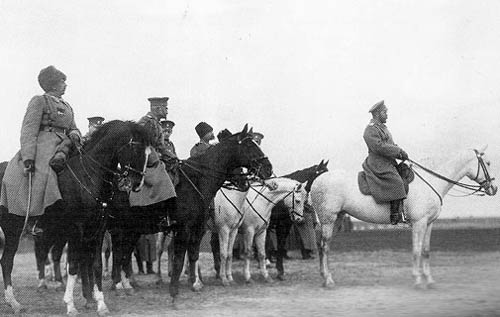
Император Николай II на Юго-Западном фронте. Первый слева — Ф. А. Келлер

Юго-Западный фронт — общевойсковое оперативно-стратегическое объединение русской армии в Первой мировой войне. Численность войск фронта составляла свыше 2 млн человек.

## История
Фронт образован 19 июля (1 августа) 1914 года в составе русской армии.
Участвовал в операциях против австро-венгерских, германских, болгарских войск на юго-западном направлении.
8 марта 1915 года для улучшения дорожного обеспечения войск в оборонительных операциях, приказом Главковерха было дано указание о формировании военно-дорожных отрядов и тыловых отрядов военно-дорожных работ дорожных войск. Первоначально они были сформированы лишь для армий Юго-Западного фронта, по одному военно-дорожному отряду для каждой армии, а для выполнения военно-дорожных работ в тылу фронта — 18 тыловых отрядов военно-дорожных работ.
В июле 1915 года при угрозе наступления противника и захвата стратегически важных предприятий губерний, прилегающих к фронту, была организована эвакуация предприятий. Её поручили главному начальнику снабжения, отдававшему указания губернаторам, обязанным составлять соответствующие планы. К планированию был привлечен Киевский военно-промышленный комитет, создавший специальные подкомиссии в Волынской, Подольской и Киевской губерниях. Однако такая организация управления работой  принесла мизерный результат: из прилегающих к фронту губерний  удалось вывезти только отдельные предприятия.

## Состав (период)
За период своего существования объединение состояло из следующих формирований:
- Полевое управление
- 1-я армия (июль — сентябрь 1917 года)
- 3-я армия (июль 1914 — июнь 1915 года, июнь — июль 1916 года)
- 4-я армия (июль 1914 — июль 1915 года)
- 5-я армия (июль — сентябрь 1914 года)
- 7-я армия (октябрь 1914 — начало 1918 года)
- 8-я армия (июль 1914 — сентябрь 1917 года)
- 9-я армия (август 1914 — декабрь 1916 года)
- 11-я армия (сентябрь 1914 — начало 1918 года)
- Особая армия (август — ноябрь 1916 года, июль 1917 — начало 1918 года)
- Дунайская армия (21 ноября — 5 декабря 1916 года)
- Отдельный Чехословацкий корпус — с октября 1917 года

На конец 1917 года штаб фронта размещался в Бердичеве, затем — в Ровно. Фронт расформирован в январе — феврале 1918 года.

## Командование

### Главнокомандующие армиями (войсками) фронта
Должность называлась Главнокомандующий армиями фронта, в различные периоды на неё назначались:
- 19.07.1914 — 17.03.1916 — генерал от артиллерии Иванов, Николай Иудович
- 17.03.1916 — 21.05.1917 — генерал от кавалерии Брусилов, Алексей Алексеевич
- 22.05.1917 — 10.07.1917 — генерал-лейтенант Гутор, Алексей Евгеньевич
- 10.07.1917 — 18.07.1917 — генерал от инфантерии Корнилов, Лавр Георгиевич
- 24.07.1917 — 31.07.1917 — генерал-лейтенант Балуев, Пётр Семенович
- 02.08.1917 — 29.08.1917 — генерал-лейтенант Деникин, Антон Иванович
- 29.08.1917 — 09.09.1917 — генерал-лейтенант Огородников, Фёдор Евлампиевич
- 09.09.1917 — 24.11.1917 — генерал-лейтенант Володченко, Николай Герасимович
- 11.1917 — 12.1917 — генерал-лейтенант Стогов, Николай Николаевич
- 01.1918 — 02.1918 — генерал-лейтенант Егорьев, Владимир Николаевич

### Комиссар
- комиссар от Временного правительства — Савинков, Борис Викторович (с 28.06.1917)

## Операции фронта
- Галицийская битва
- Ченстохово-Краковская операция[3][4]
- Карпатская операция
- Горлицкий прорыв
- Брусиловский прорыв
- Июньское наступление
- Ударные части